# 张札古带
张札古带（?—?），蒙古帝国将领。
张札古带是拖雷的属臣。跟随拖雷攻打金国有功，赐虎符，授为河东南、北路船桥随路兵马都总管万户。又参与西征南宋的川蜀，下兴元府，围嘉定府，在军中去世。其子张万家奴。张万家奴多次跟随都元帅大答火鲁征讨，有功。